# Salvia pseudomisella
Salvia pseudomisella là một loài thực vật có hoa trong họ Hoa môi. Loài này được Moran & G.A.Levin miêu tả khoa học đầu tiên năm 1989.